# Julia Maraval
Pour les articles homonymes, voir Maraval (homonymie).
Julia Maraval, née le 5 août 1981, est une ancienne actrice française, reconvertie depuis 2014 dans la direction artistique et la production.

## Biographie
Elle débute au cinéma précocement à l'âge de 9 ans dans L'Entraînement du champion avant la course de Bernard Favre. Elle joue et tourne jusqu'en 2014.

## Filmographie

### Cinéma
- 2003 : Le Soleil assassiné : Keltoum
- 1998 : Ronin : Fille otage
- 1997 : Soleil : Sarah
- 1996 : Hommes, femmes, mode d'emploi
- 1996 : Le Bel Été 1914 : Suzanne
- 1996 : Les Aveux de l'innocent : La sœur de Serge
- 1995 : Dis-moi oui : Eva
- 1993 : Les Marmottes : Lola
- 1990 : L'Entraînement du champion avant la course : la fille aînée

### Télévision
- 2011 : L'attaque d'Alexandre Pidoux : Alicia Sampayo
- 2008 : Beauregard de Jean-Louis Lorenzi : Élisabeth
- 2008 : Répercussions de Caroline Huppert : Karine Blanchard
- 2004 : La Vie à mains nues : Sylvie
- 2002 : À cause d'un garçon : Noémie
- 2002 : La Liberté de Marie (série) : Marie Berteau
- 2000 : Les Déracinés : Nicole Seban
- 2000 : Les Ritaliens : Pasqualina
- 1999 : Marie-Tempête : Anaïs Delauney
- 1999 : Nora : Nora
- 1995 : Les Agneaux de Marcel Schüpbach : Marie
- 1994 : Marie s'en va-t-en guerre : Marie
- 1994 : Julie Lescaut, épisode 5 saison 3, Ruptures de Josée Dayan : Cristelle

#### Doublage
- 2010 : Iron Man 2 : U.S. Marshal (Kate Mara)
- 2012-2014 : Silex and the City de (Jul) : Ève

## Théâtre
- 2009 : À voir absolument de Frédéric Tokarz, mise en scène Nicolas Lartigue, Théâtre des Mathurins
- 2005 : Marcia Hesse de Fabrice Melquiot, mise en scène Emmanuel Demarcy-Mota, Théâtre des Abbesses, en tournée Arcachon, Marseille, Reims
- 2004 : La Femme vindicative de Carlo Goldoni, mise en scène Frédéric Tokarz, Théâtre Antoine
- 1997 : Derrière les collines, mise en scène Jean-Louis Bourdon,    Trianon